# ساحة عمر الخيام

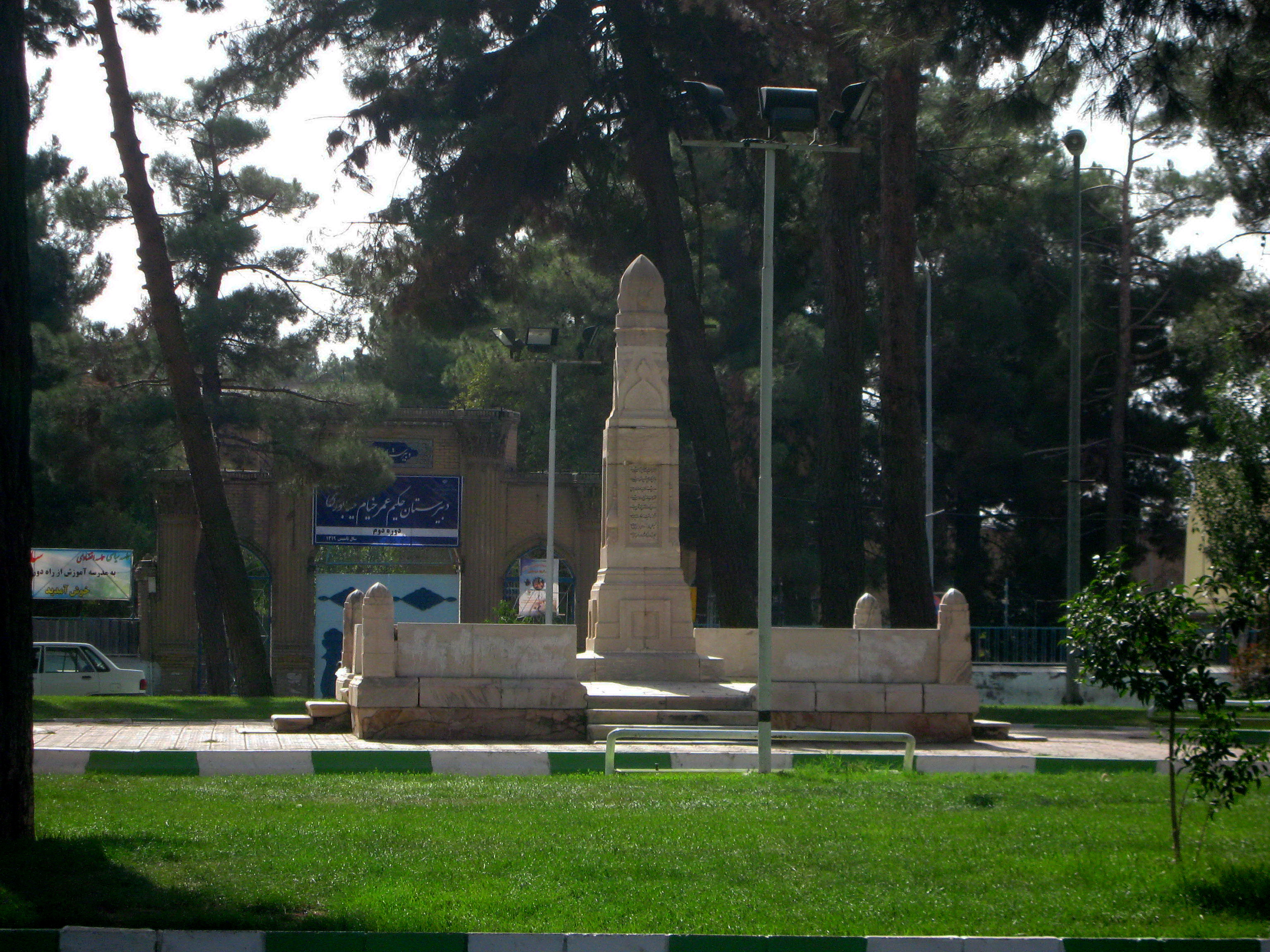

ساحة عمر الخيامأو ميدان عمر الخيام (بالفارسية:فلکه خیام أو میدان خیام) هي إحدى أكبر و أهم ساحات نيسابور التي یقع فی مرکزها مقبره الأول ل‍ عمر الخيام.في عام 1934 انتقلت مقبرة الأول إلی هذه میدان و بنیت مقبرة جدیدة ل‍ عمر الخيام..[وصلة مكسورة]">https://secure.wikimedia.org/wikipedia/fa/wiki/%D9%85%DB%8C%D8%AF%D8%A7%D9%86_%D8%AE%DB%8C%D8%A7%D9%85</ref>
إجمالي مساحة المنطقة الخضراء لهذه الساحة 1737 متر.تعتبر ساحة عمر الخيام من الآثار الوطنية في إیران.